# Akkaraipattu
Akkaraipattu (syng. අක්කරපත්තුව, tamil. அக்கரைப்பற்று) – miasto w Sri Lance, w prowincji Wschodnia.